# Мобюиссон
Мобюиссо́н (фр. Maubuisson) — бывшее женское цистерцианское аббатство во Франции. Находится в муниципалитете Сент-Уан-л'Омон (депаратамент Валь-д’Уаз, Иль-де-Франс) на левом берегу реки Уаза, напротив Понтуаза. Закрыто в конце XVIII века во время революционных событий во Франции. 
В настоящее время используется как культурный и выставочный центр.

## История
Королева Франции Бланка Кастильская большое внимание уделяла поддержке монастырей и укреплению их связей с королевской династией. В 1236 году она приняла решение о создании женского аббатства неподалёку от Парижа на землях, входивших в королевский домен. Местом для строительства был выбран левый берег Уазы, напротив Понтуаза. Лес на этом месте был известен как Мобюиссон (от «buisson maudit», фр.: "проклятые кусты") и имел дурную славу, считалось, что там расположен притон разбойников. Вероятно, выбор данного места для возведения монастыря был вызван желанием королевы Бланки «освятить» дурное место. В 1241 году в строящейся обители появились первые монахини, а в 1244 году аббатство Мобюиссон было включено в состав цистерцианского ордена под официальным именем Нотр-Дам-ла-Руаяль (Notre-Dame-la-Royale). В 1326 году сюда была переведена из замка Шато-Гайар одна из «принцесс-прелюбодеек» Бланка Бургундская. Вскоре она скончалась и была здесь похоронена.
Монастырь, находившийся под королевским покровительством, быстро развивался. Аббатство сумело пережить Столетнюю войну. Мобюиссон несколько раз был разграблен гугенотской армией во время религиозных войн во Франции XVI века, но сумел восстановиться.

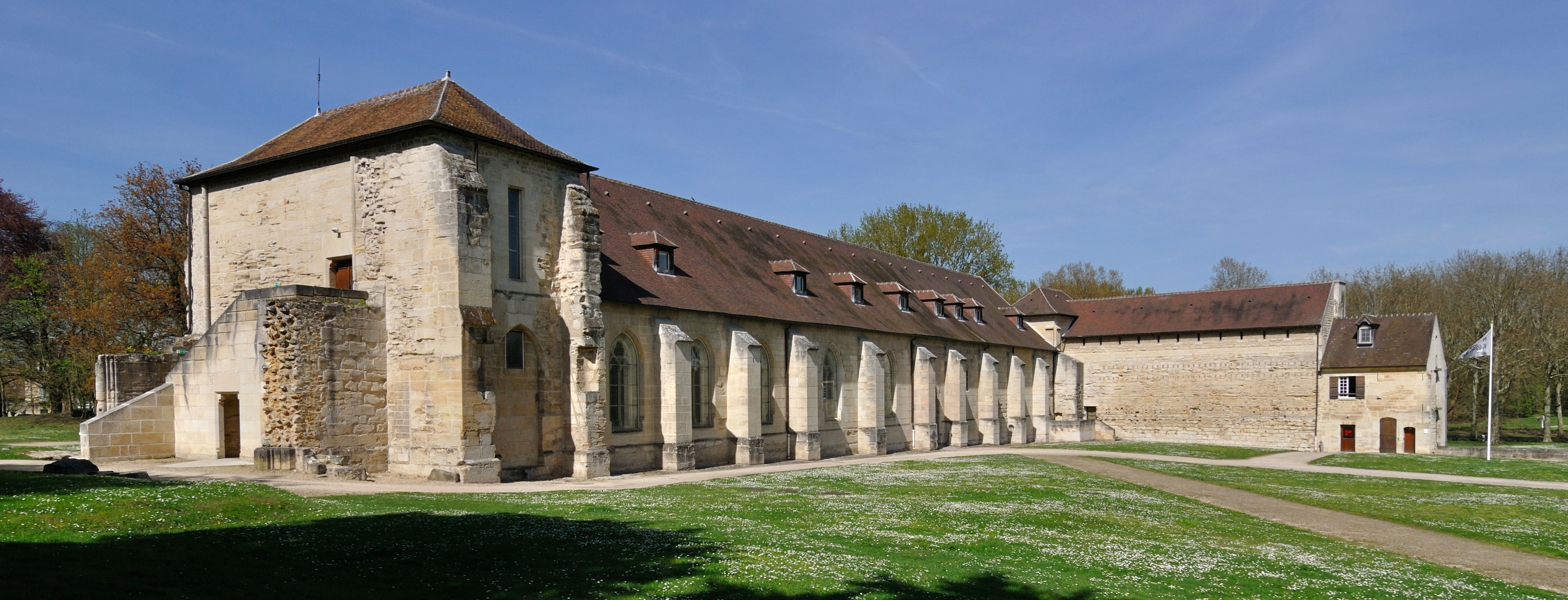
Южный фасад

Быстрый упадок аббатства начался в XVIII веке — с 1720 по 1780 год число монахинь сократилось с 70 до 18. В 1786 году Людовик XVI принял решение закрыть монастырь. В период начавшийся вскоре Французской революции монастырь окончательно потерял свою религиозную функцию. Он использовался сначала как госпиталь, затем как каменоломня и ферма.
В 1979 году Мобюиссон перешёл в государственную собственность. По решению генерального совета департамента Валь-д’Уаз сохранившиеся здания были отреставрированы и в них размещён центр современного искусства.
Поскольку сооружения монастыря интенсивно разбирались на строительный материал для других объектов, до нас дошли далеко не все здания бывшего аббатства. Хорошо сохранились лишь трапезная, зал капитулов и несколько хозяйственных построек.
В аббатстве были похоронены несколько женщин, сыгравших большую роль в истории Франции — сама Бланка Кастильская, основательница монастыря, королева Бонна Люксембургская, принцесса Бланка Бургундская, её мать Матильда д’Артуа и фаворитка короля Генриха IV Габриэль д’Эстре. Сестра последней Анжелика д’Эстре в 1597—1618 годах была аббатисой данного монастыря.

## Современное состояние

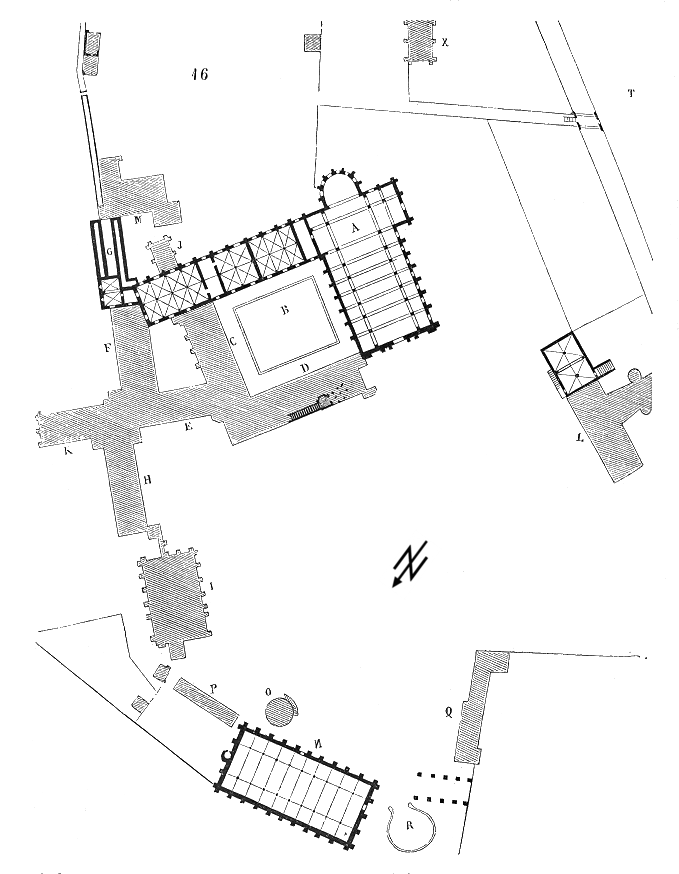
План аббатства

В настоящее время сохранившиеся постройки монастыря отреставрированы и в них проводятся выставки современного искусства.